# Achates Carl von Platen
Achates Carl von Platen, född 26 juni 1786 på Gammelgård i Lampis socken i Egentliga Tavastland, död 22 juli 1850 i Helsingborgs stadsförsamling, var en svensk militär.

## Biografi
Achates Carl von Platen föddes 1786 som son till Gustav Bogislav von Platen, då tjänstgörande som major vid Nylands regemente, och Margareta Elisabet Stjernvall. Hans mor avled 1797 när von Platen var 11 år gammal. Vid 13 års ålder påbörjade han år 1799 sin militärutbildning vid Karlberg där han utexaminerades 1802. Före sin examen hade han samma år påbörjat en tjänst som adjutant vid det i Skåne förlagda Mörnerska husarregementet där han 1803 blev befordrad till kornett. I oktober 1805 förklarade Sverige krig mot Första franska kejsardömet under Napoleons genom att träda in i det så kallade Tredje koalitionskriget. Denna inblandning ledde till det Pommerska kriget, vid vilket von Platens regemente kom att bli inblandat. Efter kriget utsågs von Platen till Riddare av Svärdsorden. Under finska kriget var von Platens regemente kvar i Skåne och delar av regementet användes bland annat till att slå ner Klågerupskravallerna 1811. Det är oklart om von Platen deltog i truppen som skickades dit.
År 1813 deltog Sverige i det Sjätte koalitionskriget mot Napoleon. Här kom Mörnerska husarregementet, och därigenom von Platen, att återigen bli inblandade. Regementet deltog bland annat vid Slaget vid Bornhöft där man besegrade en liten, men numerärt överlägsen dansk armé. Slaget kom att bli den sista gången som svenska och danska trupper möttes i strid. Kriget avslutades i och med freden i Kiel i januari 1814 och månaden efter fredsavtalet utsågs von Platen till ryttmästare. Vid freden hade Norge tillfallit Sveriges kung, men den 17 maj 1814 undertecknade Norge en egen konstitution och utropade Danmark-Norges kronprins, Kristian Frederik till sin kung. Som reaktion på detta påbörjade Karl XIII ett fälttåg mot Norge. Här deltog Mörnerska husarregementet bland annat vid det avgörande slaget vid Kjölbergs bro. von Platen utmärkte sig under fälttåget och erhöll samma år Guldmedalj för tapperthet i fält.
Efter fälttåget trädde Sverige in i en lång tid av fred. von Platen stannade vid regementet, nu kallat Cederströmska husarregementet efter den nya regementschefen Bror Cederström, där han 1816 utsågs till regementskvartermästare. Samma år gifte sig von Platen med Charlotta Henrietta Munck af Fulkila i finska Hyvikkälä. År 1819 blev han major i armén och 1823 även major i regementet, som 1822 åter bytt namn och då kallades Kronprinsens husarregemente. Han avancerade till överstelöjtnant år 1824 och blev slutligen överste och regementschef för Kronprinsens husarregemente 1830. År 1838 utsågs von Platen till generaladjutant och 1843 belönades han med utmärkelsen kommendör av Svärdsorden. Han begärde avsked från armén 1848. På 1840-talet hade von Platen köpt Henckelska gården i Helsingborg, där han byggde till det så kallade von Platenska huset 1843. von Platen avled i Helsingborg den 22 juli 1850.

## Familj
Achates Carl von Platen gifte sig den 6 augusti 1816 med Henrietta Charlotta Munck, dotter till Johan Henrik Munck af Fulkila och Catharina Sofia Fleming af Liebelitz, i Hyvikkälä i nuvarande Janakkala kommun i Egentliga Tavastland i Finland. Tillsammans fick de åtta barn:
- Sofia Elisabet, född 1 oktober 1817 i Ängelholm, död 11 september 1846 i Helsingborg. Gift med överstelöjtnant Rutger Henrik Bennet.
- Gustava Henriette Lovisa, född 22 september 1818 i Ängelholm, död 5 april 1906 i Helsingborg. Gift med generalmajor Alarik Wachtmeister af Johannishus.
- Ida Emelie Julie, född 2 juli 1820-07-02 i Ängelholm, död 13 maj 1906-05-13 i Helsingborg.
- Charlotte Aurore Jeanette, född 27 december 1821 i Ängelholm, död 19 mars 1853 i Vänersvik. Gift med kammarherre Carl August Adlersparre.
- Achatia Alina Josefina, född 26 maj 1823 i Ängelholm, död 26 juni 1845 i Helsingborg.
- Gustaf Achates, född 1 november 1824, död 10 juni 1910 i Helsingborg, överstelöjtnant.
- Carl Bogislaus, född 9 mars 1828 i Ängelholm, död där 13 april samma år.
- Fredrik Baltzar, född 14 februari 1831, död 27 juni 1901 i Helsingör, överstelöjtnant.